# Little Smoky
Little Smoky est un hameau (hamlet) de Greenview No 16, situé dans la province canadienne d'Alberta.